# Richard Condon
Richard Thomas Condon (Nova Iorque, 18 de março de 1915 – Dallas, 9 de abril de 1996) foi escritor de comédias estadunidense.
É mais conhecido pelo trabalho em The Manchurian Candidate, transformado em duas versões para cinema, em 1962 e 2004. No Brasil, o filme de 2004 recebeu o título de Sob o Domínio do Mal.

## Obra
- The Oldest Confession (1958)
- The Manchurian Candidate (1959)
- Some Angry Angel (1960)
- A Talent for Loving (1961)
- An Infinity of Mirrors (1965)
- Any God Will Do (1966)
- The Ecstasy Business (1968)
- Mile High (1969)
- The Vertical Smile (1971)
- Arigato (1972)
- Winter Kills (1974)
- The Star-Spangled Crunch (1974)
- Money Is Love (1975)
- The Whisper of the Axe (1976)
- Death of a Politician (1978)
- Bandicoot (1979)
- The Entwining (1981)
- Prizzi's Honor (1982)
- A Trembling upon Rome (1983)
- Prizzi's Family (1986)
- Prizzi's Glory (1988)
- Emperor of America (1990)
- The Final Addiction (1991)
- The Venerable Bead (1992)
- Prizzi's Money (1993)